# Boris Arventiev
Boris Arventiev (n. 20 august 1900, Hîrtopul Mare, Moldova - d. 3 iunie 1984, Iași, România) a fost un chimist, cercetător și profesor universitar, cunoscut în special pentru contribuțiile sale în chimia organică și drept continuator al școlii de chimie organică create de către Anastasie Obregia. Laborios cercetător în domeniul chimiei organice și distins cadru didactic, Boris Arventiev a slujit învățământul și știința ieșeană timp de peste o jumătate de secol.

## Educație
Boris Arventiev a urmat școala primară și gimnaziul în localitatea natală, continuându-și studiile în cadrul Liceului nr. 2 din Chișinău (a absolvit bacalaureatul în 1918). Ulterior a urmat Universitatea „Alexandru Ioan Cuza” din Iași, secția Fizico-Chimie, pe care a absolvit-o în 1929. În 1937 a obțnut titlul de Doctor la aceeași universitate cu teza intitulată Fenomene de orientare la derivații fenolici în condensarea lor în acizii fenilglicolici (profesor coordonator: Constantin Vasile Gheorghiu).

## Activitate profesională
Din 1932 și până la retragerea din activitate a activat în cadrul Laboratorului de Chimie organică, Facultatea de Chimie, Universitatea „Alexandru Ioan Cuza” din Iași. A predat cursuri precum Sinteze organice speciale, Bazele teoretice ale chimiei organice, Chimie organică generală, Microanaliza compușilor organici etc. În paralel cu activitatea didactică a activat ca cercetător, fiind șef de sector in cadrul Institutului de Chimie "Petru Poni" din Iași (1951-1967). A dezvoltat studii în următoarele teme de cercetare: (1) sinteza derivaților acidului fenoxiacetic, (2) chimia cumaronelor, (3) legătura de hidrogen intramolecular la compușii o-hidronicarbonilici, (4) analiză organică elementară, (5) acțiunea izosulfocianaților asupra oximelor, (6) fenomene de sinteză în prezența compușilor organomagnezieni etc. A publicat peste 100 de lucrări în domeniu.

## Publicații relevante (selecție)
- Ultra-violet absorption spectra of some 2-hydroxy-6-methylbenzophenones and their behaviour with regard to polyvinylchloride, Eur. Polym. J. 5 (1969) 505-509[5]
- The dissociation constants and spectral properties of 2-hydroxy-6-methylbenzophenone derivatives, Collection of Czechoslovak Chemical Communications 36 (1971)1948-1954[6]
- NMR study of the acetylation of 2,3‐diphenylbenzofuran, Organic Magnetic Resonance 6 (1974) 327-330[7]